# Monastère de Temska
Le monastère de Temska (en serbe cyrillique : Манастир Темска ; en serbe latin : Manastir Temska) est un monastère orthodoxe serbe situé à Temska, dans le district de Pirot et dans la municipalité de Pirot en Serbie. Il est inscrit sur la liste des monuments culturels de grande importance de la république de Serbie (identifiant no SK 212),,.
Le monastère et son église sont dédiés à saint Georges,.

## Localisation
Le monastère se trouve à 20 km de Pirot, sur la route de Knjaževac et sur la rive gauche de la rivière Temštica.

## Historique

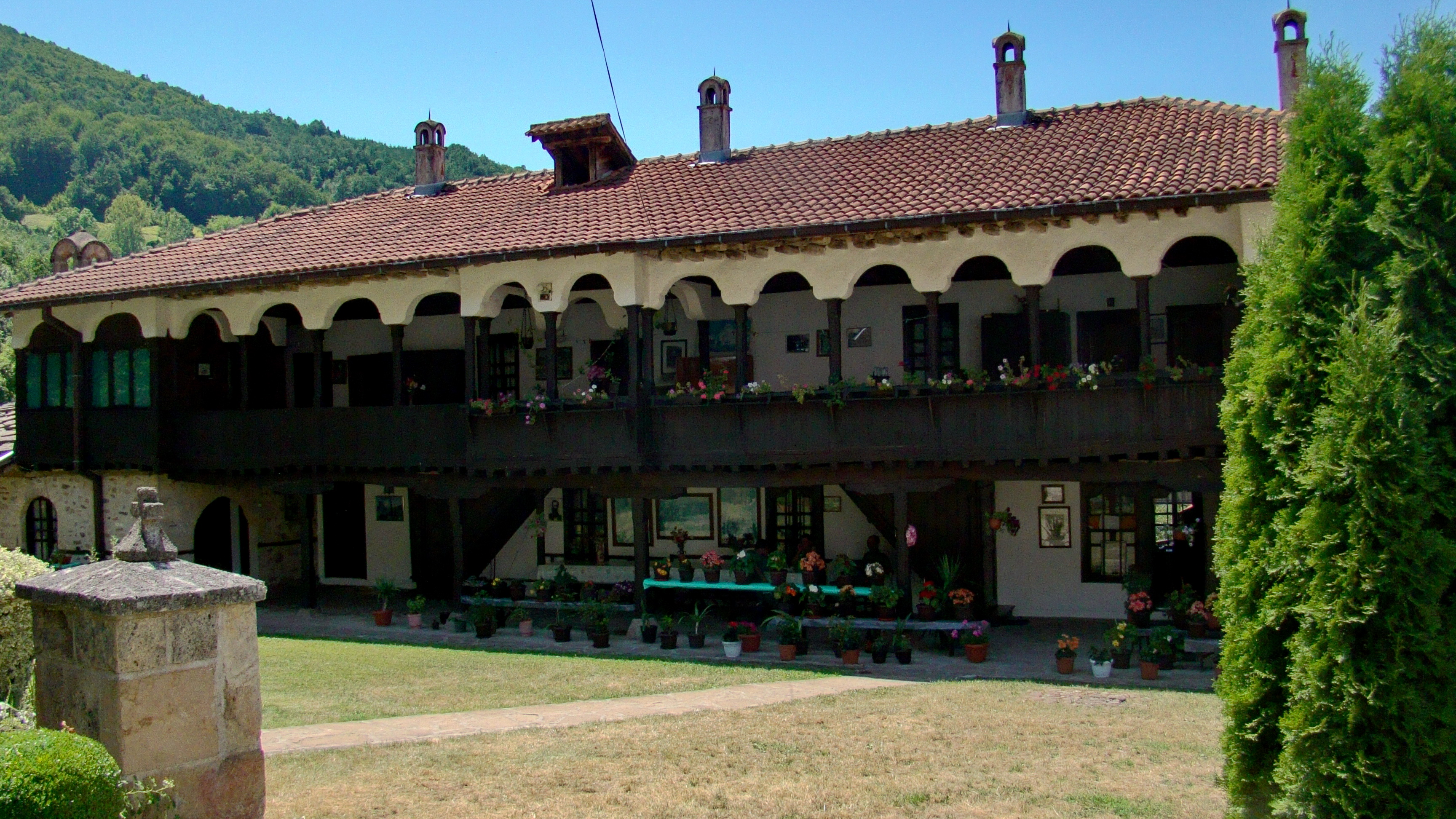
Konak dans le monastère.

Il doit son nom à la ville-forteresse de Temac. L'église du monastère a été construite au XIVe siècle, sur les fondations d'un édifice remontant au XIe siècle, grâce à un don de la famille Dejanović, et a été endommagée et reconstruite à plusieurs reprises. Le monastère a été pillé par les Magyars en 1692 qui ont aussi dispersé les moines ; après sa reconstruction du XVIIIe siècle, il a accueilli une école fonctionnant sous la protection du moine Kirilo Živković, qui par la suite est devenu évêque de l'éparchie de Pakrac. Dévasté encore une fois en 1876, il a une nouvelle fois été reconstruit. En 1924, le monastère qui abritait des moines est devenu un monastère de nonnes.

## Architecture et décoration
L'église s'inscrit dans un plan cruciforme ; la nef, précédée par un narthex et un porche est surmontée par une coupole octogonale soutenue par des arcs,.

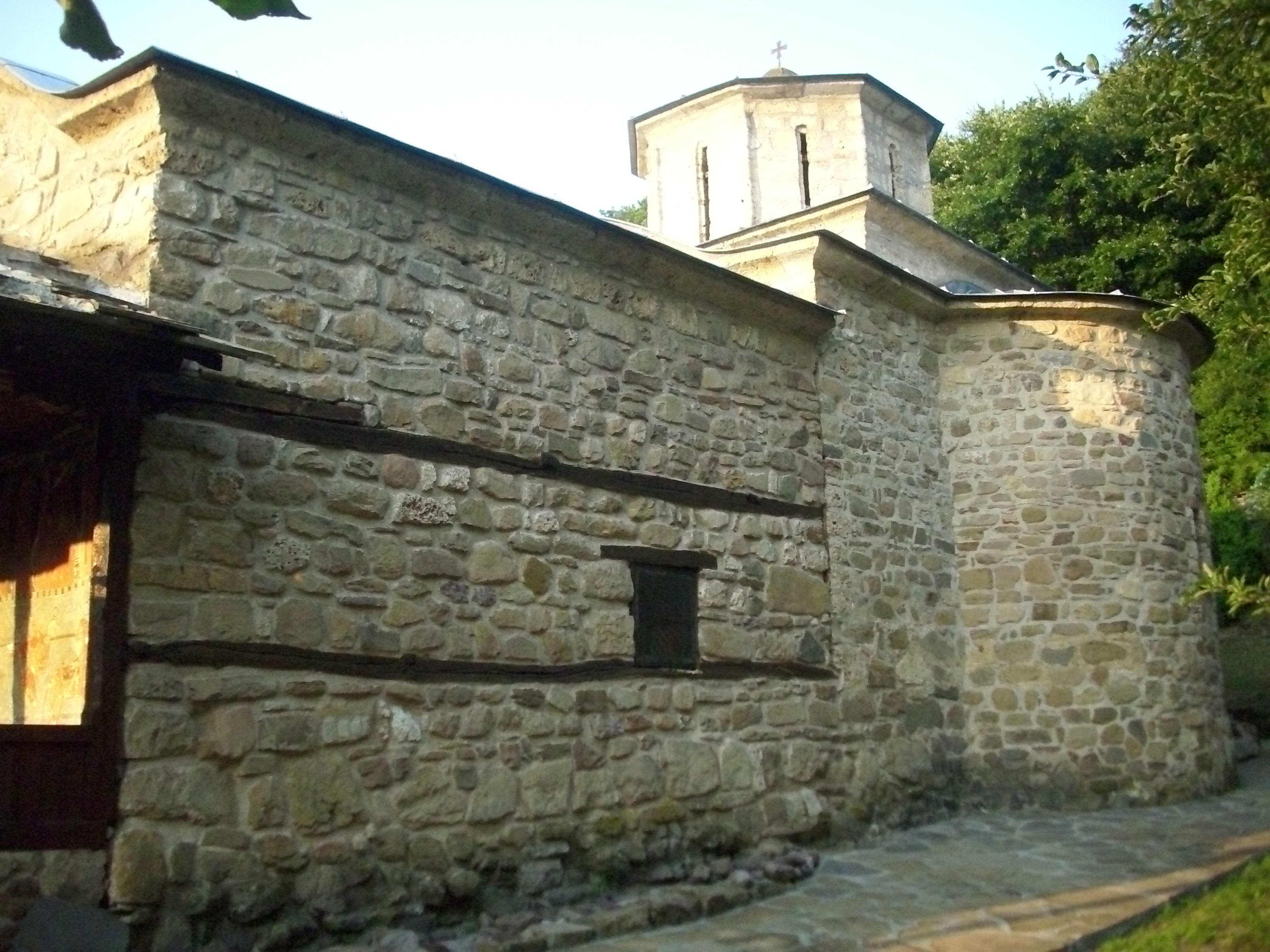
Autre vue de l'église

L'église a été pour la première fois ornée de fresques en 1576 grâce à l'higoumène Zaharije. D'autres peintures sont venues plus tard s'ajouter à l'édifice,.

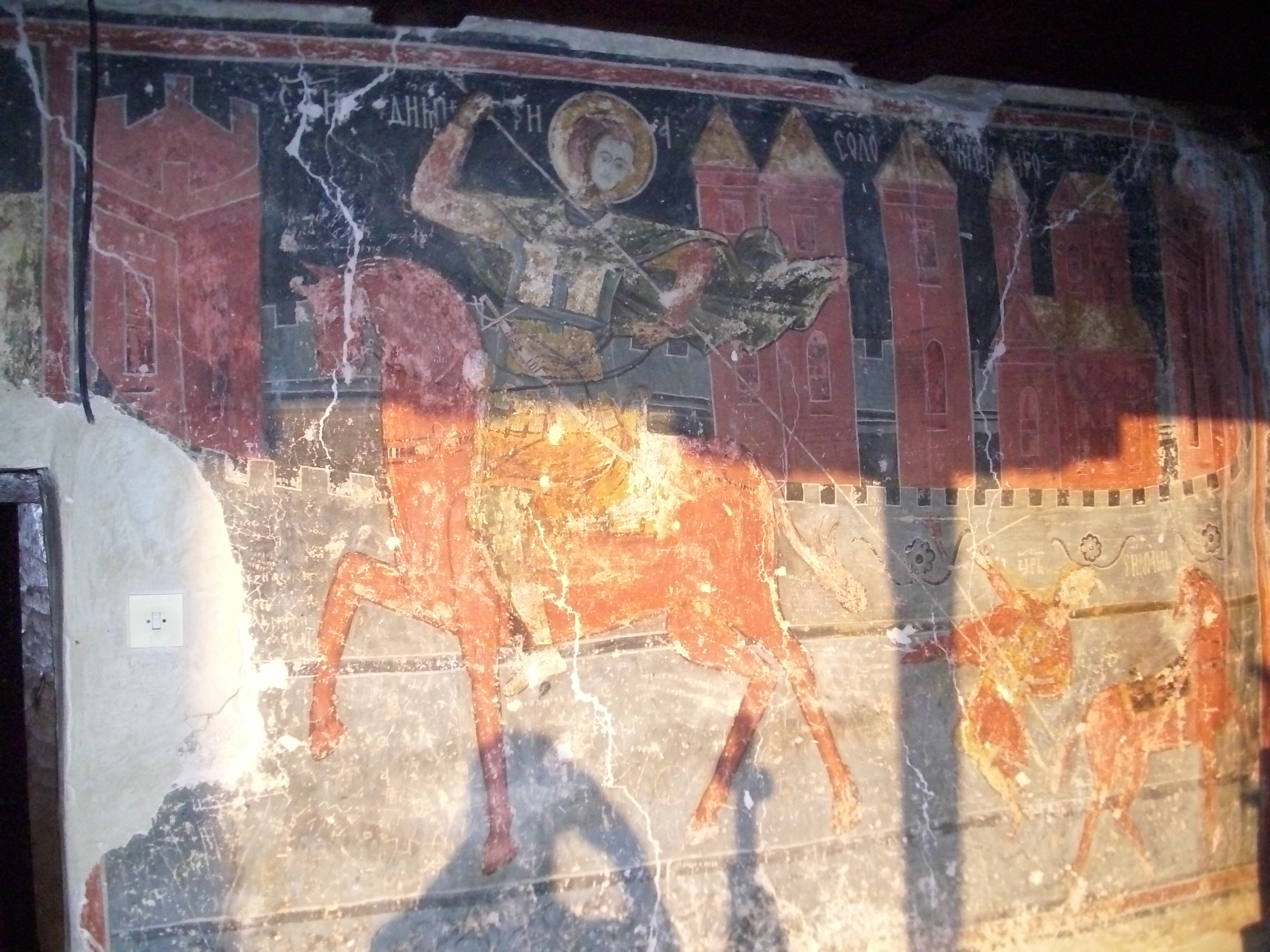
Détail de fresque
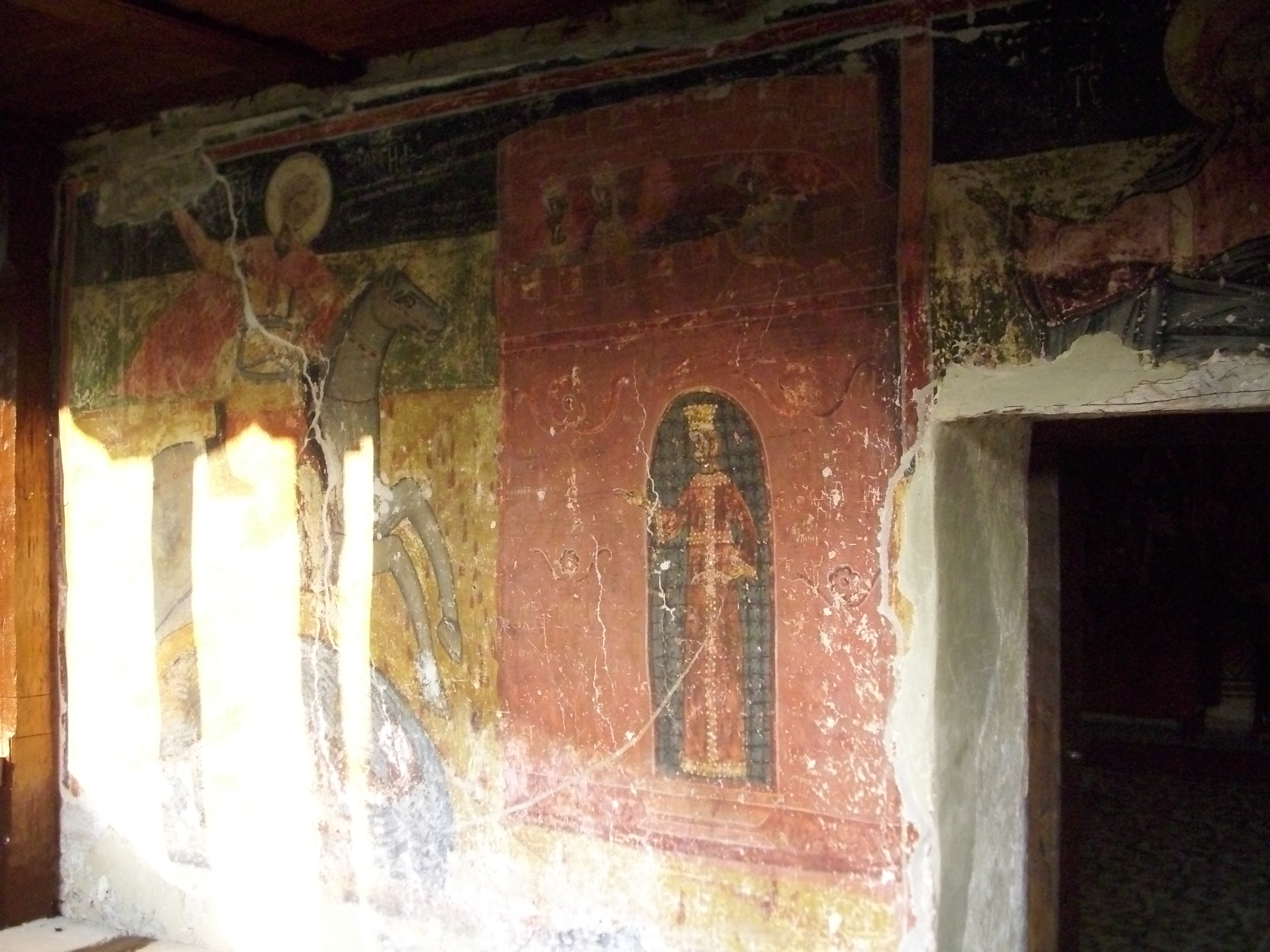
Autre détail
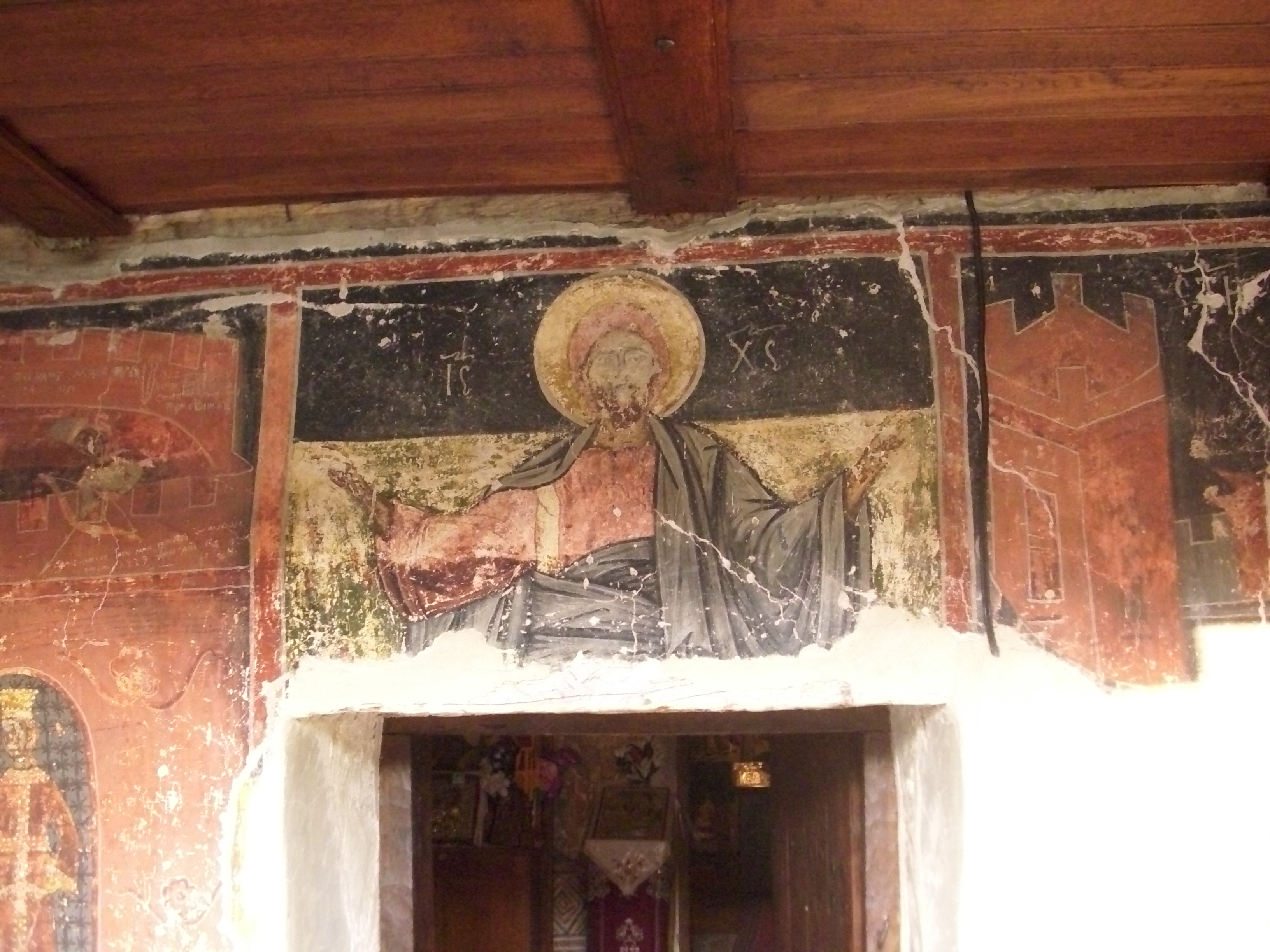
Autre détail